# هاري روميرو
هاري روميرو (بالإنجليزية: Harry Romero)‏ هو دي جيه أمريكي، ولد في القرن العشرين.

## وصلات خارجية
- الموقع الرسمي
- هاري روميرو على موقع ميوزك برينز (الإنجليزية)
- هاري روميرو على موقع أول ميوزيك (الإنجليزية)
- هاري روميرو على موقع أول ميوزيك (الإنجليزية)
- هاري روميرو على موقع ديسكوغز (الإنجليزية)